# Schulmädchen-Report. 4. Teil: Was Eltern oft verzweifeln läßt
Schulmädchen-Report. 4. Teil: Was Eltern oft verzweifeln läßt, ist ein deutscher Sexfilm aus dem Jahre 1972, er gehört zum Genre der Report-Filme und ist der vierte Teil der erfolgreichen Schulmädchen-Report-Reihe. Der Film kann als Pseudo-Dokumentarfilm angesehen werden, die einzelnen Episoden werden von einem seriös anmutenden Kommentar von Manfred Schott aus dem Off begleitet. 
Erwähnenswert ist der Auftritt von Sascha Hehn und Ingrid Steeger in diesem Film.

## Handlung
In sieben Episoden werden die Sex-Abenteuer schulpflichtiger junger Mädchen erzählt. So zeigt der Report eine Schülerin, die für bessere Noten ein Verhältnis mit ihrem Mathematiklehrer beginnt, einen falschen Schularzt, der „besondere“ Hausbesuche vornimmt, ein schwarzes Mädchen, das aus Neid und Missgunst von seinen Mitschülern in einen Hinterhalt gelockt und vergewaltigt wird, Schüler, die sich durch Zuhälterei Geld dazuverdienen, Inzest mit dem großen Bruder, vier Schulmädchen, die einen Italiener verführen, sowie die Entjungferung zweier junger Mädchen.

## Kritik
„Unter Beimengung von etwas Gefühlskitsch und Situationskomik füllen diesen Teil der Serie Kurzgeschichten über Geschwisterinzest, Lehrerverführung, Schülerinnenbordell und Kuppeleiversuche.“